# Сяндебка
Сяньдебка или Сяндебька — река в России, протекает по Олонецкому району Карелии. Вытекает и озера Кюлюярви, в которое впадает река Кокаёги. Устье реки находится в 7 км по левому берегу реки Тулоксы. Длина реки составляет 11 км, площадь водосборного бассейна 106 км².

## Данные водного реестра
По данным государственного водного реестра России относится к Балтийскому бассейновому округу, водохозяйственный участок реки — Водные объекты бассейна оз. Ладожское без рр. Волхов, Свирь и Сясь, речной подбассейн реки — Нева и реки бассейна Ладожского озера (без подбассейна Свирь и Волхов, российская часть бассейнов). Относится к речному бассейну реки Нева (включая бассейны рек Онежского и Ладожского озера).
Код объекта в государственном водном реестре — 01040300212102000011693.